# HI (Side-A)
HI (Side-A) (하이 (사이드 A))는 2인조 힙합그룹 TBNY의 두 번째 정규 음반의 Side-A이다. 2008년 10월 7일에 발매되었다.

## 수록곡
1. H.I.
2. Hero
3. Hey DJ (Feat. 한소현 From 3rd Coast, DJ Friz)
4. 잔상 (Feat. 권기범, DJ Friz)
5. 천천히 (Feat. Mellow)
6. Bye Bye Bye
7. Helf Time

## 음반 자료
- 힙합플레이야 보관됨 2011-12-26 - 웨이백 머신